# Julio Ríos Angüeso
Julio Ríos Angüeso, (Huesca, 28 de febrero de 1888-Sevilla, 6 de mayo de 1983), fue el primer aviador militar español. Condecorado con la Cruz Laureada de San Fernando.

## Biografía
Hijo del Pilar Angüeso Campos y el segundo Teniente de Infantería Antonio Ríos Cerezuela.
Ingresa en al Academia de Infantería de Toledo en 1906, siendo promovido a 2.º teniente en 1909 y a 1.º Teniente en 1911.
Su primer destino es el Regimiento de Infantería Otumba n.º 49, de guarnición en Teruel. Estando prestando servicio en la Cárcel Modelo de Valencia el 21 de julio de 1912, contribuye a evitar una insurrección de los presos, arriesgando su vida por lo que recibe una felicitación.
Seleccionado para realizar las prácticas de aviación, en 1912, obtiene los títulos de observador y piloto de Aeroplano de 2.ª categoría, siendo designado como profesor. En junio de 1913 recibe el título de piloto de 1.ª categoría.

## Marruecos
Es enviado a la guerra de Marruecos en octubre de 1913 como miembro de la 1.ª Escuadrilla de Aviación, iniciando la escuadrilla su primer vuelo, el 3 de noviembre de 1913. El 19 de noviembre, como piloto del biplano M.Farman MF-17, llevando como observador al Capitán, Barreiros es designado por el Capitán Alfredo Kindelán, para sobrevolar el monte Cónico (Desfiladero del Fondak, Territorio de Yebala) e informar sobre los núcleos de rebeldes que allí se escondían. Ante la necesidad de obtener información exacta se ve obligado a volar bajo, recibiendo disparos de los rebeldes que alcanzan el aparato y hieren gravemente a Ríos Angüeso de dos disparos, uno en el vientre y otro entre las piernas y con un balazo en el pecho a Barreiros. Consigue aterrizar sin dañar el avión, siendo traslados gravemente heridos al Hospital de Tetuán.
El Rey Alfonso XIII envía un telegrama al General Marina ascendiendo a los dos aviadores al empleo superior y ordenando se abriese el correspondiente juicio contradictorio, para la concesión de la Cruz Laureada de San Fernando. Su hazaña tuvo resonancia internacional, ocupándose de ellos toda la prensa europea.

## Aviación
Recuperado de sus heridas, continua prestando servicio en Aviación recibiendo la Cruz Laureada de San Fernando el 26 de agosto de 1921, siendo junto a Barreiros los dos primeros aviadores Laureados.
Al proclamarse la II República se retira del ejército, colaborando en 1936 en la preparación del Golpe de Estado contra la República.
El 19 de julio de 1936, es detenido en Madrid siendo encarcelado, consiguiendo salir en noviembre de prisión y pasando la guerra refugiado en las Embajadas de Noruega, primero y Chile después.
Terminada la guerra civil se incorpora a Aviación, ya como Teniente Coronel, pasando a la reserva en 1952 ya como General de División.
Fallece en el Hospital del Aire de Sevilla el 6 de mayo de 1973 a los 95 años, siendo considerado como el primer laureado de aviación.